# Katherine River
Katherine River är ett vattendrag i Australien. Det ligger i territoriet Northern Territory, omkring 260 kilometer söder om territoriets huvudstad Darwin.
Omgivningarna runt Katherine River är huvudsakligen savann. Trakten runt Katherine River är nära nog obefolkad, med mindre än två invånare per kvadratkilometer. Genomsnittlig årsnederbörd är 1 191 millimeter. Den regnigaste månaden är februari, med i genomsnitt 272 mm nederbörd, och den torraste är juni, med 1 mm nederbörd.